# Матвиенко, Дарья Антоновна
Дарья Антоновна Матвиенко (8 марта 1910 года, с. Марково, Курская губерния — 1985 год, Фрунзе, Киргизская ССР) — электросварщица завода сельскохозяйственного машиностроения имени Фрунзе Киргизского совнархоза, Фрунзе, Киргизская ССР. Герой Социалистического Труда (1960).

## Биография
Родилась в 1910 году в крестьянской семье в селе Марково (ныне — Глушковский район Курской области) Курской губернии.
Трудовую деятельность начала в 1929 году. После начала Великой Отечественной войны эвакуировалась в 1941 году в Киргизскую ССР, где устроилась разнорабочей на машиностроительный завод имени Фрунзе (позднее — имени В. И. Ленина). Освоила профессию электросварщика, став одной из первых женщин-электросварщиц на Фрунзенском машиностроительном заводе. Трудилась на производстве оружия для фронта. В 1945 году вступила в ВКП(б).
Внесла несколько рационализаторских предложений, в результате чего значительно увеличилась производительность труда, снизились расходы металла и себестоимость изделий. Годовые плановые производственные задания перевыполняла на 145—220 %. Указом Президиума Верховного Совета СССР от 7 марта 1960 года «в ознаменование 50-летия Международного женского дня, за выдающиеся достижения в труде и особо плодотворную общественную деятельность» удостоена звания Героя Социалистического Труда с вручением Ордена Ленина и золотой медали Серп и Молот.
С 1968 года — персональный пенсионер союзного значения.
После выхода на пенсию проживала во Фрунзе, где скончалась в 1985 году.